# Karlis Princis
Kārlis Aleksandrs Princis (Letonia, 11 de octubre de 1893-Lund, Suecia, 25 de marzo de 1978) fue un biólogo que contribuyó al estudio de Blattodea mientras trabajaba en el Museo de Riga y más tarde en Suecia.
Princis nació en Venta, cerca de Ventspils y se educó en la Universidad de Riga. Sirvió durante la Primera Guerra Mundial en el ejército ruso y regresó a la universidad, recibió una maestría en 1934 y se unió al Instituto Zoológico en 1940. Se convirtió en director del Museo de Historia Natural de Riga en 1942. En 1944 se refugió en Suecia con la ayuda de NA Kemner en la Universidad de Lund. Vivió en Vastmanland en 1973, y murió en un hospital en Västerås.
El trabajo más importante de Princis fue sobre la sistemática de las cucarachas, que publicó como un volumen del Orthopterorum Catalogus de Junk. Recibió un doctorado honorario en la Universidad de Lund.

## Botánica
- La abreviatura «P. Karlis» se emplea para indicar a Karlis Princis como autoridad en la descripción y clasificación científica de los vegetales.[2]

## Abreviatura (zoología)
La abreviatura Princis  se emplea para indicar a Karlis Princis como autoridad en la descripción y taxonomía en zoología.